# Cuautlancingo (kommun)
Cuautlancingo är en kommun i Mexiko.   Den ligger i delstaten Puebla, i den sydöstra delen av landet, 100 km öster om huvudstaden Mexico City.
Följande samhällen finns i Cuautlancingo:
- Sanctorum
- Cuautlancingo
- Almecatla
- La Trinidad Chautenco
- Barrio de Nuevo León
- Fuerte de Guadalupe
- San Diego los Sauces
- Guadalupe
- 15 de Septiembre
- Galaxias Almecatla